# Зорин, Иван Митрофанович
Иван Митрофанович Зорин (Куча) (1919—2004) — полковник Советской Армии, участник Великой Отечественной войны, Герой Советского Союза (1945).

## Биография
Иван Зорин родился 22 сентября 1919 года в селе Яблонов (ныне — Каневский район Черкасской области Украины). В 1938 году окончил Каневский педагогический техникум, после чего работал учителем. В сентябре 1939 года Зорин был призван на службу в Рабоче-крестьянскую Красную Армию. В 1941 году он окончил 2-е Ленинградское артиллерийское училище. С июня того же года — на фронтах Великой Отечественной войны. Принимал участие в боях на Юго-Западном, Сталинградском, Белорусском, 1-м и 2-м Прибалтийском, 3-м Белорусском фронтах. Участвовал в Сталинградской битве, освобождении Украинской и Белорусской ССР, два раза был ранен. К июню 1944 года капитан Иван Зорин командовал артиллерийским дивизионом 1104-го пушечного артиллерийского полка 53-й пушечной артиллерийской бригады 20-й артиллерийской дивизии прорыва 5-го артиллерийского корпуса 3-го Белорусского фронта. Отличился во время Белорусской операции.
25 июня 1944 года с окраины Орши Зорин корректировал огонь советской артиллерии, что способствовало успешному освобождению города.
Указом Президиума Верховного Совета СССР от 24 марта 1945 года за «мужество и отвагу, проявленные при освобождении Орши» капитан Иван Зорин был удостоен высокого звания Героя Советского Союза с вручением ордена Ленина и медали «Золотая Звезда» за номером 5380.
После окончания войны Зорин продолжил службу в Советской Армии. В 1951 году он окончил Военную артиллерийскую академию имени Дзержинского, после чего три года служил на полигоне «Капустин Яр». С 1954 года служил в Ростовском военном артиллерийском инженерном училище. В 1970 году в звании полковника Зорин был уволен в запас. Проживал в селе Триполье, затем в городе Украинка Обуховского района Киевской области Украинской ССР.
Умер 30 ноября 2004 года.
Был также награждён орденами Красного Знамени, Отечественной войны 1-й и 2-й степеней, двумя орденами Красной Звезды, рядом медалей.